# فرودگاه بین‌المللی مانو دایاک
فرودگاه بین‌المللی مانو دایاک (به انگلیسی: Mano Dayak International Airport) یک فرودگاه همگانی با کد یاتا AJY است که یک باند فرود سنگفرش دارد و طول باند آن ۳۰۰۰ متر است. این فرودگاه در کشور نیجر قرار دارد و در ارتفاع ۵۰۵ متری از سطح دریا واقع شده‌است.